# 哈洛鎮區 (北卡羅萊納州加特利縣)
哈洛鎮區（英語：Harlowe Township）是一個位於美國北卡羅萊納州加特利縣的鎮區。

## 人口
根據2020年美國人口普查的數據，哈洛鎮區的面積為67.59平方千米，皆為陸地。當地共有人口1373人，而人口密度為每平方千米20人。